# Papirología
La papirología (del gr. παπυρολογία papyrología, y este de πάπυρος pápyros 'papiro' y -λογία -logía '-logía') es una disciplina histórica y filológica que estudia los textos en papiros encontrados en Egipto y otros lugares. El término «papirología» se introdujo en 1898 en una reseña de Frederic Kenyon sobre una edición de los hallazgos egipcios del Museo Británico. Debido a su clima único, los papiros egipcios propiamente dichos, así como los documentos en griego antiguo y latín, se han conservado en masa en el territorio de Egipto. También se han encontrado en las arenas de Egipto papiros en arameo, hebreo, pelvi, siríaco, libio, copto, etíope, árabe e incluso fragmentos de textos góticos y etruscos.
El término «papirología» es más amplio que el objeto de esta disciplina. La tarea de la papirología consiste en leer, interpretar y publicar únicamente textos griegos, latinos, demóticos y coptos de los periodos helenístico, romano y bizantino no sólo en papiros, sino también en fragmentos de arcilla y etiquetas de madera adheridas a las momias; a estas últimas se aplica el término «papiro» como concepto genérico y designación de una clase de fuentes escritas. Los papiros hieráticos y demóticos tempranos, así como los papiros en otras lenguas, se estudian en el marco de la egiptología, la semiología y otras ciencias. El tema de la papirología incluye la clasificación de los papiros según el periodo, el lugar, el contenido, las formas y la evolución de los signos escritos, las peculiaridades de la gramática, el vocabulario y el estilo. Según el contenido, los papiros se clasifican en comerciales y literarios.

## Tema y objeto de la papirología

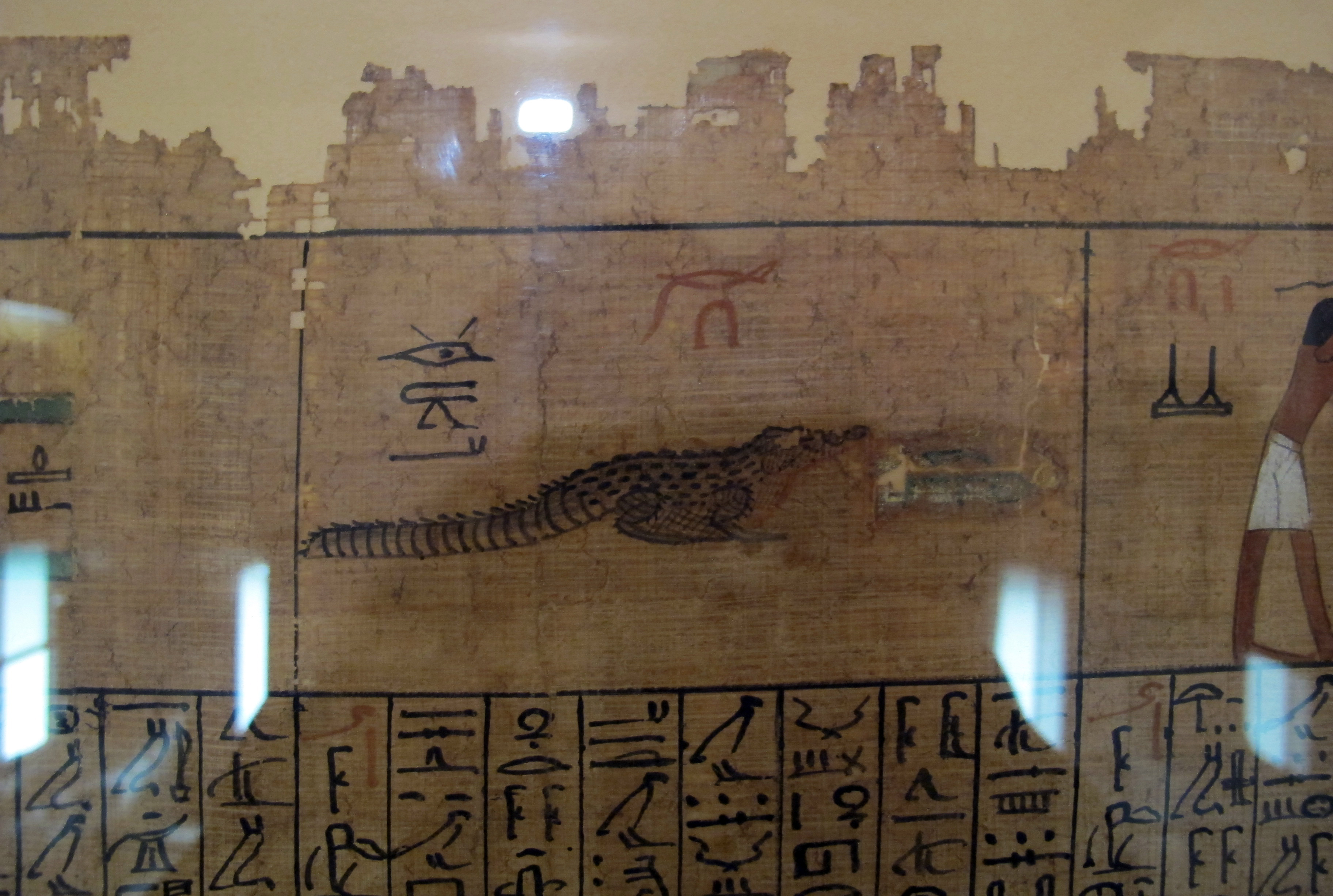
Papiro mágico de la dinastía xxi de la colección del Museo Arqueológico Nacional de Florencia

La papirología es la disciplina que se ocupa del desciframiento, la publicación y el estudio de los textos antiguos en papiro. Varios autores, entre ellos André Bataille, consideraban la papirología como una rama de la paleografía; el mismo punto de vista se presenta en el Diccionario de la lengua española. En general, la filiación de la papirología en el siglo XX suscitó discusiones; por ejemplo, Ulrich Wilcken, uno de los primeros en estudiarla, excluyó los textos literarios del dominio de la papirología, por considerar que pertenecían a la historia de la literatura griega y romana. Por el contrario, Ulrich von Wilamowitz-Moellendorff estaba descontento con la atención primordial que los papirólogos prestaban a los materiales documentales, en detrimento de la búsqueda y cita publicación de textos literarios. Aristide Calderini y Orsolina Montevecchi (1975) clasificaron la papirología como disciplina histórica, y según este punto de vista su objeto de estudio principal y específico eran los papiros documentales. La definición dada por el papirólogo holandés Pieter Pestman (1990) subraya que la papirología estudia los textos escritos en tinta (incluyendo las tablillas de cera en su objeto de estudio). En los trabajos de la década de 1990, se tendió a identificar una tercera categoría de clasificación: la subliteraria, que incluye amuletos, horóscopos y textos similares.
La categoría de papiros literarios incluye tanto textos de autores conocidos por la tradición manuscrita medieval como obras recién descubiertas de autores famosos (muchas se atribuyen según citas conservadas en textos posteriores). Hay muchos textos sin atribuir; el mejor manual de los especialistas en papiros literarios griegos es la obra de 1980 de Eric Turner. La gran mayoría de los hallazgos son textos clásicos incluidos en el currículo escolar ya en la Antigüedad, aunque en los siglos IV y VII se aprecia una tendencia a cristianizar el corpus de los textos leídos. En la misma época se produjo un cambio en el soporte técnico de los textos: los pergaminos dieron paso a los códices y, hacia el siglo VI, las obras religiosas y literarias se reescribieron en pergamino, probablemente debido a su mayor durabilidad y longevidad. Los textos voluminosos y bien conservados datan generalmente del periodo bizantino de Egipto, como la biblioteca de Nag Hammadi, los Papiros Bodmer, el códice de Colonia, etc.
Más del 90 % de los textos estudiados por los papirólogos no son literarios; la inmensa mayoría son documentos diversos: contratos, cartas comerciales y privadas, facturas, recibos, etc. Salvo contadas excepciones, pueden estudiarse como parte de un expediente único que permite comprender la vida social y económica del periodo al que pertenecen. Entre las excepciones se encuentran los archivos supervivientes (i. e., documentos recopilados deliberadamente en la Antigüedad), como el del poeta del siglo VI Flavio Dióscoro, que incluye textos literarios y documentales en dos lenguas (griego y copto); unos 600 documentos en total. Los archivos enteros son extremadamente raros también porque la gran mayoría de las colecciones papirológicas se reunieron a través de revendedores que no se preocupaban por la integridad de los hallazgos. También se conservan los archivos de Flavio Apión (unos 180 documentos) y Aurelio Isidoro (unos 300 fragmentos, publicados en parte en 1960). Los apiones eran una familia influyente en el Egipto bizantino, bien conocida por las fuentes literarias.
Debido a la gran variedad de lenguas en las que están representados los textos conservados en papiros, la papirología como disciplina científica sólo estudia los textos griegos y latinos; los textos en otras lenguas pertenecen a otras ciencias: egiptología, semiología, coptología, etc. Desde la década de 1930 se tiende a distinguir la papirología demótica y copta como disciplinas separadas. En este contexto, la clasificación del tema de la papirología ha sido difícil. En 1962, Aristide Calderini propuso dividir la papirología en antigua y medieval. La papirología propiamente dicha sólo se ocupa de los textos antiguos; su campo temático incluye el estudio de los papiros demóticos, coptos, arameos, árabes y grecorromanos. El ámbito de la papirología tradicional incluye también los textos de Herculano, lo que aclara la definición tradicional de la papirología como «grecoegipcia».
La papirología se ocupa no sólo de los textos inscritos en papiro, sino también de materiales contemporáneos grabados en pergamino, óstraco, cera y madera (etiquetas para momias). El pergamino se utilizaba sobre todo para registrar textos literarios, pero también se conserva material documental relacionado con la invasión de los blemios. La razón más importante para unir todos estos materiales en un único marco de papirología es el hecho de que todos ellos se conservaron sin selección ni concepción previa, por lo que tanto los papiros como los óstracos y otros son «fuentes de primera mano», pruebas directas de la época en que se crearon.

## Soportes materiales de los textos
La proporción de soportes materiales de los textos, a juzgar por los datos de las excavaciones, cambió poco. Como una parte considerable de las fuentes documentales están directamente relacionadas con las necesidades de las clases bajas y los niveles inferiores de la administración provincial, se crearon sobre los materiales más baratos. Los documentos coptos masivamente estudiados, escritos en vísperas de la invasión árabe (642), se conservan predominantemente en óstracos (47,5 %), el papiro en segundo lugar (40,5 %), todos los demás soportes —principalmente pergamino y fragmentos de piedra— menos del 1 %. Roger Bagnall, en 2004 analizó la composición de la base de datos de textos documentales de la Universidad de Heidelberg (54 312 registros) y la base de datos de textos literarios y paraliterarios de la Universidad de Lovaina (9875 registros) en cuanto a soportes materiales y obtuvo los siguientes datos:
| Material   | Cantidad de textos documentales | Porcentaje      | Cantidad de textos literarios | Porcentaje      |
| ---------- | ------------------------------- | --------------- | ----------------------------- | --------------- |
| Papiros    | 35 591                          | 65 %            | 7100                          | 71 %            |
| Óstracos   | 15 195                          | 28 %            | 339                           | 3 %             |
| Madera     | 2500                            | 5 %             | 148                           | 1 %             |
| Pergaminos | 349                             | 0,6 %           | 2575                          | 25 %            |
| Grafitos   | 234                             | 0,4 %           | —                             | —               |
| Piedra     | —                               | —               | 30                            | Menos del 0,1 % |
| Mortajas   | 30                              | Menos del 0,1 % | —                             | —               |

Nota: Esta tabla no especifica si los óstracos están entintados o rayados; sin embargo, los registros relacionados en fragmentos de piedra se cuentan por separado. La línea «madera» incluye tanto etiquetas de momias como tablillas de cera (4 en la colección mostrada). También se incluyen grafitos: por ejemplo, en el Monasterio Blanco de la Iglesia copta ortodoxa, cerca de Suhag, el catálogo de una biblioteca estaba inscrito directamente en las paredes del depósito de libros, junto a los armarios correspondientes. Un ejemplo de hilera funeraria es el Liber Linteus, el más extenso de los textos etruscos conservados; era un antiguo calendario ritual italiano.

### Papiro
Los estudiosos de los papiros se ocupan principalmente de rollos de papiro y hojas sueltas, así como de códices de papiro. El papiro como soporte material se denominaba en gr. χάρτης. El término estándar en gr. βιβλίον 'tira de papiro' designaba tanto un rollo único como una obra compuesta por varios rollos-libros, Más tarde, el término pasó a designar un texto temáticamente completo y unitario. En cambio, los rollos, formados por partes separadas, «libros», pasaron a designarse con la palabra «volumen» (del lat. volūmen lit. ‘una cosa que se enrolla’, ‘rollo de un manuscrito’); a principios de la Edad Media, la palabra «volumen» solía designar documentos escritos en papiro.
La primera página del rollo se llamaba «protocolo» (del gr. bizant. πρωτόκολλον lit. 'primera hoja pegada en un manuscrito'), la última, «escatocolo» (del gr. bizant. ἐσχατόκολλον lit. 'última hoja pegada en un manuscrito'). En la época bizantina, empezaron a colocarse sellos oficiales en los registros, que podían certificar que una empresa oficial había producido el papiro. Según la legislación de Justiniano (Novelas, 44, 2), todo documento oficial debía llevar un protocolo, que era la prueba de la autenticidad del documento. En el escatocolo se colocaban los datos del editor y el título (en lat. subscrīptiō lit. 'algo escrito por debajo'), ya que la última página se encontraba en el fondo mismo del rollo; esto garantizaba su conservación. Además del nombre del autor y el título de la obra, el escatocolo contenía el número de serie del libro o el número de versos («esticometría») y glosas. El título y el verso formaban un colofón por el que se determinaba el valor del libro en la Antigüedad. El título también podía figurar en el disco, como en uno de los rollos hallados en Herculano, pero esto parece ser la excepción. También puede haberse colocado un breve título llamado «epígrafe» en griego fuera del rollo. Al final del rollo se colocaba una etiqueta ovalada de pergamino (en lat. index) con el nombre del autor y el título de la obra para que el lector pudiera coger el libro deseado sin desenvolverlo.

#### Documentación de idiomas en papiro

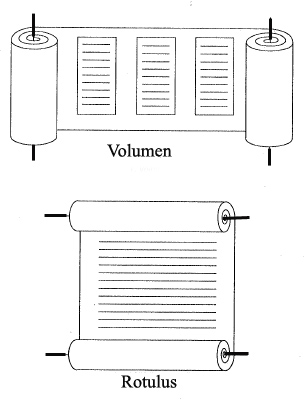
Diferencia entre la forma de escribir un texto en un pergamino en la Antigüedad: literaria —en columnas (volumen)— y documental —en texto sólido (rotulus)—.

La gran mayoría de los papiros hallados en Egipto están en griego. Datan del siglo III a. C. al VII d. C., pero los hallazgos altomedievales son increíblemente numerosos; hay bastantes más documentos del siglo VI que del siglo V precedente, por ejemplo. Hay muy pocos papiros latinos, el repertorio de textos es también mucho más reducido y las localizaciones de los hallazgos sólo coinciden con algunas fuentes de papiros. Los papiros latinos suelen tratar sobre la administración y el ejército, aunque hay hallazgos aislados de textos literarios y jurídicos; L. Doyel llegó a afirmar que en Egipto no se leía nada de literatura latina. Esto se explica por el hecho de que el latín sólo se utilizaba entre la alta administración enviada desde Italia; sus hablantes eran también militares y ciudadanos romanos individuales. Presumiblemente, el grueso de la población de habla latina se encontraba en Alejandría. Sin embargo, los papiros de la capital egipcia no han llegado hasta nuestros días. No obstante, entre los materiales papirológicos latinos existentes se encuentran textos literarios (Virgilio, Cicerón, Juvenal, Tito Livio, Lucano, Salustio y Séneca). Sin embargo, la mayoría son ejercicios escolares, diccionarios grecolatinos y similares.
Los papiros demóticos egipcios también se utilizaban en documentación de bajo nivel y correspondencia privada; a partir del siglo III, a medida que Egipto se cristianizaba, comenzó a aumentar el número de papiros coptos. El número de papiros demóticos ha ido disminuyendo desde principios de nuestra era; al parecer, sólo el sacerdocio y los representantes de profesiones relacionadas con el embalsamamiento siguieron siendo portadores de esta escritura. La última inscripción jeroglífica (epigráfica) está fechada el 24 de agosto de 376 (en la isla de File); el compendio «Hieroglyphica» de Horapolo, compuesto un siglo más tarde, indica que la tradición jeroglífica fue finalmente abandonada. La hierática se utilizó ocasionalmente en textos de contenido religioso hasta aproximadamente la misma época. El último papiro demótico (también procedente de la isla de File) está fechado el 11 de diciembre de 452.

#### Características visuales de los textos en papiros
Los textos literarios en papiros solían copiarse en los talleres de editores profesionales y se caracterizan por una caligrafía clara; las letras son del mismo tamaño y no se utilizaban abreviaturas. Dado que se utilizaban caligrafías estándar para reproducir textos literarios casi sin rasgos individuales, la datación paleográfica de estos papiros es complicada.
Los textos documentales han evolucionado considerablemente con el paso del tiempo. Exteriormente, se caracterizan por diversas peculiaridades caligráficas y de otro tipo, tanto individuales como regionales. La caligrafía de los escribas difiere considerablemente de la caligrafía habitual de las personas alfabetizadas y semianalfabetas. Sin embargo, la caligrafía de los escribas de las oficinas prefecturales difería significativamente del estilo de escritura de los simples escribas administrativos o compiladores de cartas y peticiones para analfabetos. Los documentos de cada época presentaban rasgos distintivos. En la época ptolemaica, eran comunes las largas líneas horizontales; las letras estaban como «suspendidas» bajo ellas. Predominaba la escritura clara. Durante la época romana, hubo una tendencia a la simplificación; las letras se hicieron más pequeñas y se extendió la taquigrafía. En el siglo III, según el Manual de Papirología de Leiden, comenzó la «anarquía», es decir, no había líneas ni márgenes en un documento, y los signos de escritura podían ser de distintos tamaños. La escritura griega de la época bizantina demuestra claramente la influencia de la cursiva latina, se extendieron las líneas verticales cortas a lo largo del rollo de papiro.